# پیتر لمبارد
پیتر لمبارد (انگلیسی: Peter Lombard) فیلسوف، منطق‌دان و محقق فرانسوی و اسقف شهر پاریس و نویسنده کتاب‌های چهارگانه جملات که مبدل به منبع اصلی الهیات شد، است. وی در این چهار کتاب چارچوبی جامع برای بحث از مسائل اصلی الهیات پیشنهاد کرد، مورد تشویق قرار گرفت. این «کتاب‌های چهارگانه جملات» (یعنی نقل‌هایی از مکتوبات دوران آباء، به‌خصوص مکتوبات آگوستین) به‌طور نظام‌مندی مرتب شدند تا بدین‌سان به مطالب نظمی داده شود که عموماً در زمینه‌های اصلی وجود نداشت. افزایش سریع شرح‌ها بر این جملات (sentences)، گذشته از اهمیت ظاهری شرح نوشتن بر آنها به مثابه شرط لازم برای تعلیم پیشرفته الهیات، این اطمینان را به‌بار آورد که اعتقاد جازم به شایستگی و بایستگی این‌گونه نظام‌دهی از ویژگی‌های ذهنیّت حکمت مدرسی بود.